# Здание Синдзюку Мицуи
Синдзюку Мицуи, Shinjuku Mitsui Building (яп. 新宿三井ビル синдзюку мицуи биру) — небоскреб, расположен в токийском специальном районе Синдзюку. Строительство небоскреба было завершено в 1974 году, в настоящий момент[когда?] он занимает восьмую строчку в списке самых высоких зданий Токио, и возвышается на 225 метров. В период с сентября 1974 по март 1978 года оно было самым высоким в Токио и Японии, по завершении строительства Sunshine 60; а также самым высоким зданием Азии.
Спроектировано в стиле американских зданий, строившихся в то время. Выделяющей здание особенностью являются чёрные каналы, перекраивающие здание с восточной и западной стороны. В основании здания расположены сад с прудом и достаточно большая площадь. В дополнение к саду с прудом имеется ещё один — расположенный на крыше.

## Коммерческая деятельность в Синдзюку Мицуи

### Основные арендаторы
Основным арендатором офисов в здании является корпорация Capcom.

### Другие крупные арендаторы
В здании находятся много разных компаний. На первых этажах расположились китайский ресторан, магазины.
Среди многих других (по состоянию на октябрь 2008 года):
- 55 Plaza
- Royal Host
- Sizzler
- Starbucks
- Doutor
- Cafe Sanmaruku
- MINISTOP
- Sumitomo
- Stand DELi